# Tenuiphantes aequalis
Tenuiphantes aequalis là một loài nhện trong họ Linyphiidae.
Loài này thuộc chi Tenuiphantes. Tenuiphantes aequalis được Andrei V. Tanasevitch miêu tả năm 1987.